# Bridgeville (Percé)
Pour les articles homonymes, voir Bridgeville.
Bridgeville est un secteur de la ville de Percé au Québec (Canada).

## Situation
Bridgeville est situé à l'ouest du barachois de La Malbaie, à 12 km au nord du village de Percé, à 3 km au sud-ouest de Barachois.

## Toponyme
Le toponyme est apparu en 1900 alors qu'était installé un bureau de poste à cet endroit près d'un pont (bridge en anglais) enjambant la rivière Malbaie.

## Histoire
La municipalité de Bridgeville a été érigée en 1933, par détachement de la municipalité de Saint-Pierre-de-la-Malbaie No 1 (nom que portait alors Barachois).
En 1971, Bridgeville a été fusionnée à la nouvelle ville de Percé, dont elle est devenue un secteur.

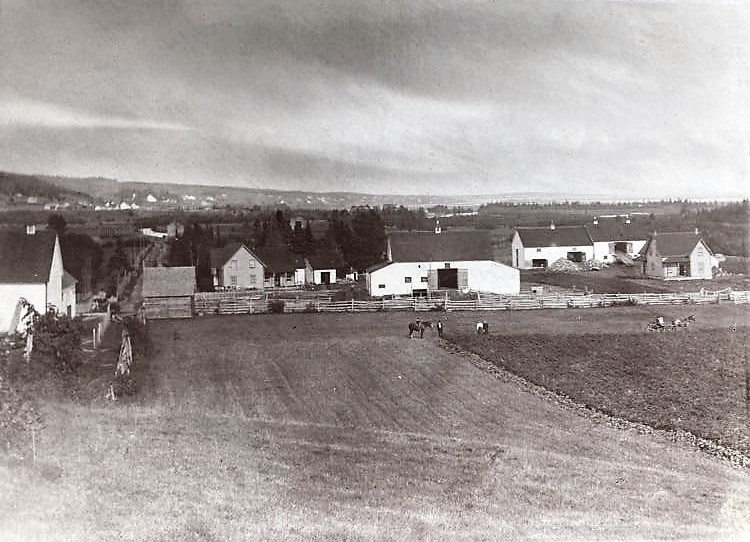
Ferme, vers 1940
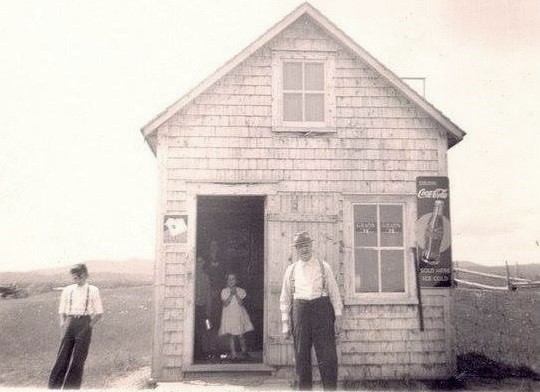
Magasin général, 1941
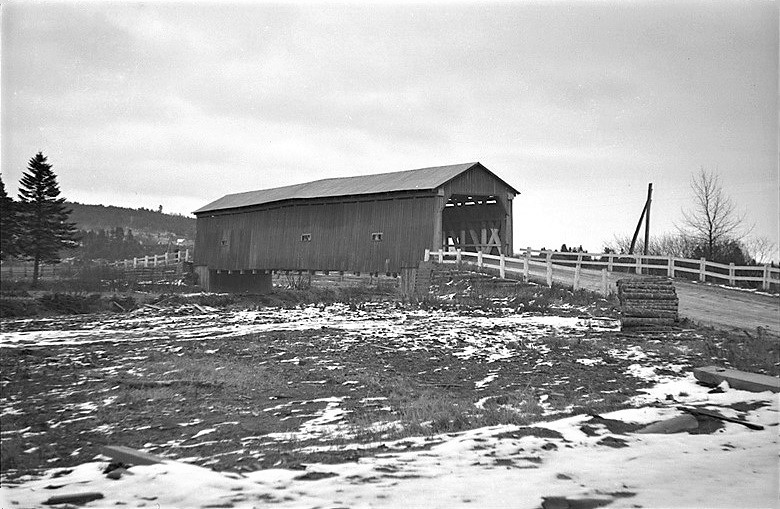
Pont Malbaie, 1943

## Démographie
| 1941 | 1951  | 1956  | 1961  | 1966  |
| ---- | ----- | ----- | ----- | ----- |
| 810  | 1 016 | 1 061 | 1 015 | 1 018 |